# Statuenmenhir von Ermida
Der Menhir von Ermida bei Ponte da Barca im Nationalpark Peneda-Gerês im Norden Portugals wurde 1981 in einer Mauer verbaut entdeckt. Der etwa 1,4 Meter hohe, anthropomorphe Menhir gehört zur seltenen Gattung der weiblichen Statuenmenhire. Er weist mit den durch konzentrische Kreise markierten Brüsten deutliche Attribute der Weiblichkeit auf und hat ein Leiterbandmuster auf dem Körper.
Ein Fundverband ist nicht bekannt. Aufgrund stilistischer Kriterien wird das Stück in die zweite Hälfte des 3. Jahrtausends v. Chr., also in die Kupfersteinzeit datiert.
Der Menhir befindet sich im kleinsten Museum Portugals, in Ermida, rund 18 Kilometer östlich von Ponte da Barca, das erst in den letzten Jahrzehnten über einen Fahrweg erreichbar wurde.
Weitere weibliche Menhire strammen von Ammendres, Crato, Quinta da Couquinho und Vale Maria do Meio.